# كتان جبلي
كَتَان جبلي  (الاسم العلمي: Linum catharticum)، عشبة مبذولة شَعْريّة مُزهرة من فصيلة الكتانية. موطنها بريطانيا العظمى، وسط أوروبا وغرب آسيا. إنه نبات حولي ويزهر في شهري يوليو وأغسطس.